# Bienni
Un bienni és un període equivalent a dos anys. Etimològicament prové del prefix bi (dos) i el vocable llatí annus (any).
D'un esdeveniment que té lloc cada dos anys o que dura dos anys es diu «biennal». La paraula es fa servir sovint per designar esdeveniments artístics, especialment concursos o exposicions d'arts plàstiques, que es realitzen cada dos anys, com per exemple la Biennal de São Paulo o la Biennal de Venècia. Alguns períodes històrics que han durat dos anys han passat a la història amb el nom de bienni, com per exemple el bienni progressista que va tenir lloc durant el regnat d'Isabel II d'Espanya. També es denomina biennal l'increment en el salari corresponent a dos anys de servei. Plantes biennals tenen un cicle biològic de dos anys.
No se l'ha de confondre amb el mot ««bianual» que es fa servir per indicar que una cosa s'esdevé dues vegades l'any.